# Papenburg

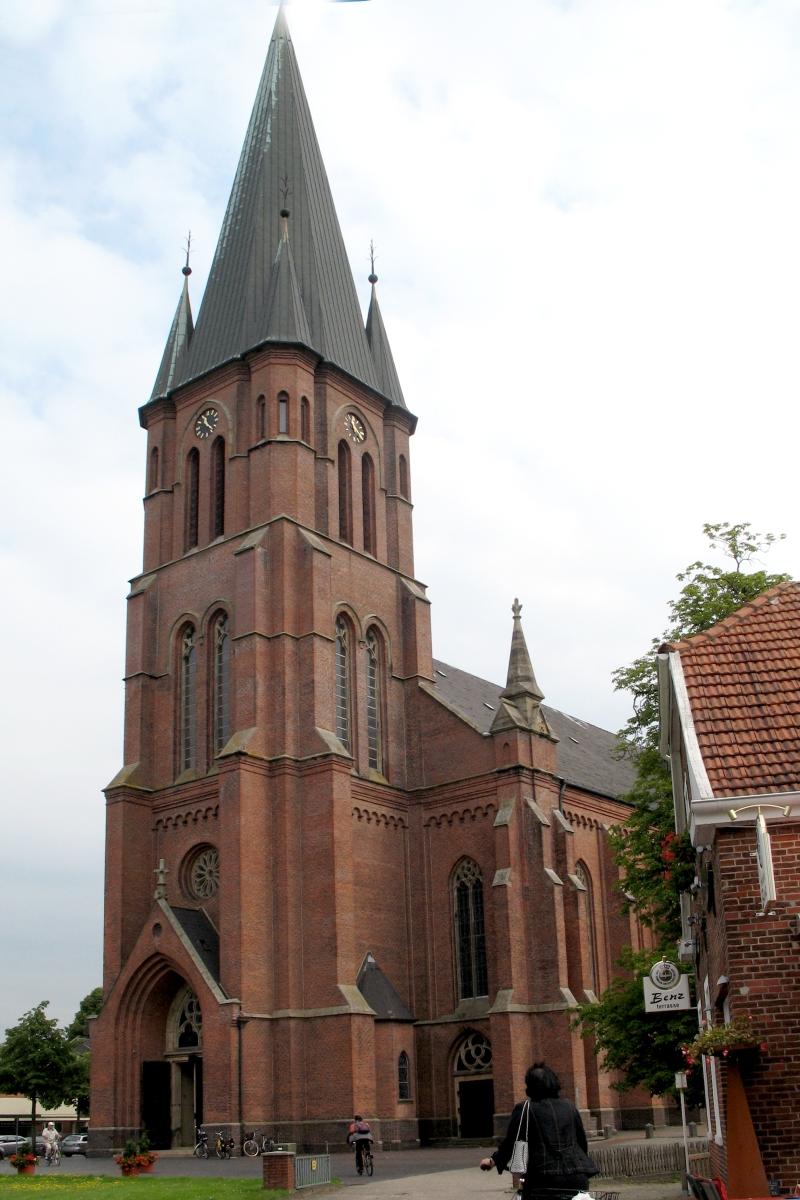
St.Antonius-kyrkan i Papenburg

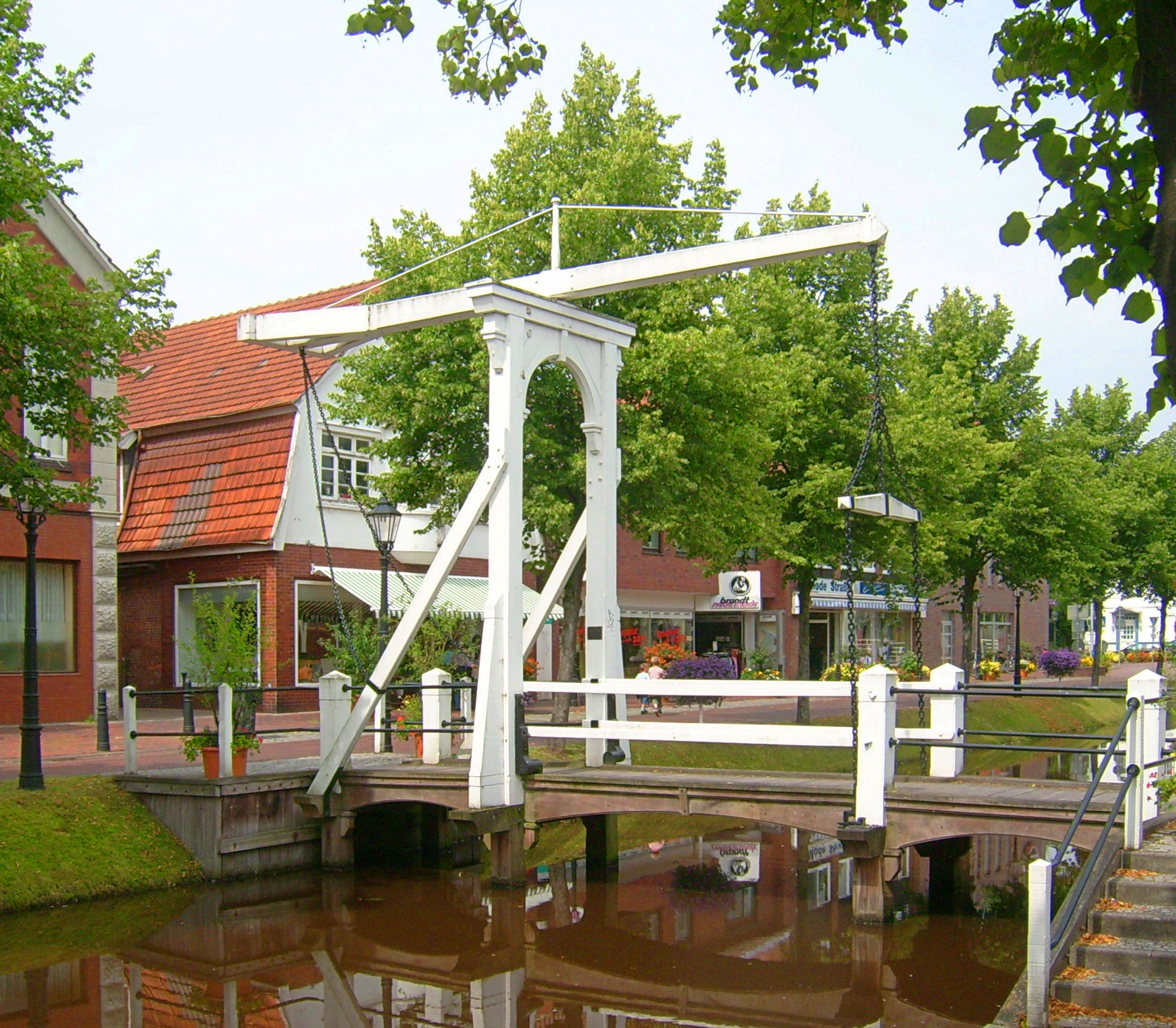
Typisk kanalbro

Papenburg är en stad i det tyska distriktet Emsland i den nordvästtyska delstaten Niedersachsen. Staden är belägen vid floden Ems, nära Ostfriesland och distriktet Leer.

## Historia
Papenburg nämns första gången år 1458 då en präst från Leer förlänas godset Papenburg av biskopen i Münster. År 1629 köptes området runt godset och borgen för att kolonisera myrområdet, så kallad fehnkolonisation. År 1856 kom järnvägen mellan Osnabrück och Emden att dras genom Papenburg och 1860 fick Papenburg stadsrättigheter. I dag (2007) har staden drygt 35.000 invånare.

## Kultur
Papenburg präglas av sina kanaler som ursprungligen anlades för att frakta bort torv från traktens myrar. Liksom flera andra städer, bland annat Stockholm, kallas Papenburg därför för Nordens Venedig. Papenburg är en av de äldsta och mest långsträckta fehnkolonierna i Tyskland.

## Näringsliv
I Papenburg ligger Meyervarvet. De färdigbyggda fartygen kan skeppas på floden Ems ut i Nordsjön ett par gånger per år då Ems däms upp vid Gandersum. Meyervarvets torrdocka är den största i världen.
Papenburg har även ett flertal andra industrier och ett stort antal bilaffärer. I Papenburg finns en hamn som fortfarande används av yrkestrafiken i regionen.